# مسترشف (مجموعه تلویزیونی انگلیسی)
مسترشف یک سریال رقابت آشپزی است که توسط گروه Endemol Shine در ۶۰ کشور جهان تولید می‌شود. در انگلستان، این سریال برای بی‌بی‌سی تولید می‌شود. این سریال ابتدا بین سال‌های ۱۹۹۰ تا ۲۰۰۱ پخش شد و بعدها در قالب دیگری با نام مسترشف بزرگ می‌شود از سال ۲۰۰۵ به بعد دوباره پخش شد. در سال ۲۰۰۸ قسمت «بزرگ می‌شود» از نام حذف شد اما آن فرمت ثابت باقی ماند. فرمت اصلاح شده توسط فرانک روددام و جان سیلور، با تولید، کارن راس طراحی شده‌است.
این سریال در حال حاضر در چهار نسخه وجود دارد: سری اصلی MasterChef , MasterChef: Professionals برای سرآشپزها، Celebrity MasterChef و Junior MasterChef برای افراد ۹ تا ۱۲ ساله. این فرمت در تعداد زیادی از نسخه‌های بین‌المللی در سراسر جهان دوباره تولید شده‌است.
در سریال اصلی، سه آشپز تازه‌کار در هر قسمت شرکت کردند، با ۹ قسمت که به ۳ نیمه نهایی و یک فینال ختم می‌شد که در آن برای لقب MasterChef با هم رقابت می‌کردند. وظیفهٔ آن‌ها این بود که سه وعده غذای شیک و لذیذ را در کمتر از دو ساعت درست کنند. شرکت‌کنندگان می‌توانستند هر غذایی که دوست دارند درست کنند، البته، هزینه محدودی برای خریداری مواد غذایی در نظر گرفته شده بود. مواد غذایی و تجهیزات ''روزمره'' در اختیار آن‌ها گذاشته شده بود، به‌علاوه تا پنج مواد غذایی یا وسایل آشپزی ''مخصوص'' که می‌توانستند به همراه داشته باشند.
اولین فصل سریال توسط لود گروسمن اجرا شد که هر هفته دو قاضی مهمان، یک آشپز حرفه‌ای و یک شخص نام‌دار در کنار او حضور داشتند. گروسمن و قضات مهمان دربارهٔ منو صحبت می‌کردند، به قسمت‌های مختلف می‌رفتند و با شرکت‌کننده‌ها حرف می‌زدند، و سرانجام غذا می‌خوردند و قضاوت می‌کردند. در اصل، «محکومیت‌های قضات» در خارج از دوربین انجام شد، هر چند بعد، برجسته‌تر از بحث‌های ویرایش شده بین مزه کردن و اعلام برنده اضافه شد.
در سال ۱۹۹۸، گروسمن تصمیم گرفت تا مدتی به مرخصی برود و سریال در نبود او به حالت معلق درآمد. او برگشت تا سری سال ۱۹۹۹ را مجری‌گری کند، ولی برنامه را در سال ۲۰۰۰ ترک کرد.

### اصلاح
در سال ۲۰۰۱، تغییراتی در این سریال داده شد. زمان پخش همیشگی آن از کانال بی‌بی‌سی ۱، به زمان پخش جدیدِ یک شب در هفته از کانال بی‌بی‌سی ۲ تغییر کرد. داور مشهور حذف شد و به جای آن، گری رودز مجری‌گری مسابقه را به دست گرفت. این نسخهٔ جدید سریال از شرکت‌کنندگان می‌خواست تا دو غذای دو مرحله‌ای را فقط در ۹۰ دقیقه درست کنند. این سریال فقط یک فصل دوام آورد و مورد انتقادات شدیدی قرار گرفت- از جمله توسط مجری سابق آن، گروسمن.
در سال ۲۰۰۵، تهیه‌کنندگان اجرایی، فرانک روددام و جان سیلور، همراه با تولیدکننده سریال، کارن راس این فرمت را کاملاً تغییر دادند و سری جدیدی به نام MasterChef Goes Large معرفی شد. این نام، دوباره در سال ۲۰۰۸ به MasterChef تغییر کرد.
در نسخه جدید، دو قاضی دائمی وجود دارند، جان توریدو و گرگ والاس، البته هیچ‌کدام به‌طور مستقیم با بیننده صحبت نمی‌کنند؛ به جای آن اطلاعات روایی، توسط صداگذاریِ ایندیا فیشر به بینندگان منتقل می‌شود.
این سریال بسیار محبوب واقع شد و تبدیل به یکی از موفق‌ترین برنامه‌های شبکهٔ بی‌بی‌سی ۲ شد، که در ادامهٔ آن، بی‌بی‌سی در سال ۲۰۰۹ اعلام کرد که این سریال به شبکهٔ بی‌بی‌سی ۱ باز خواهد گشت.

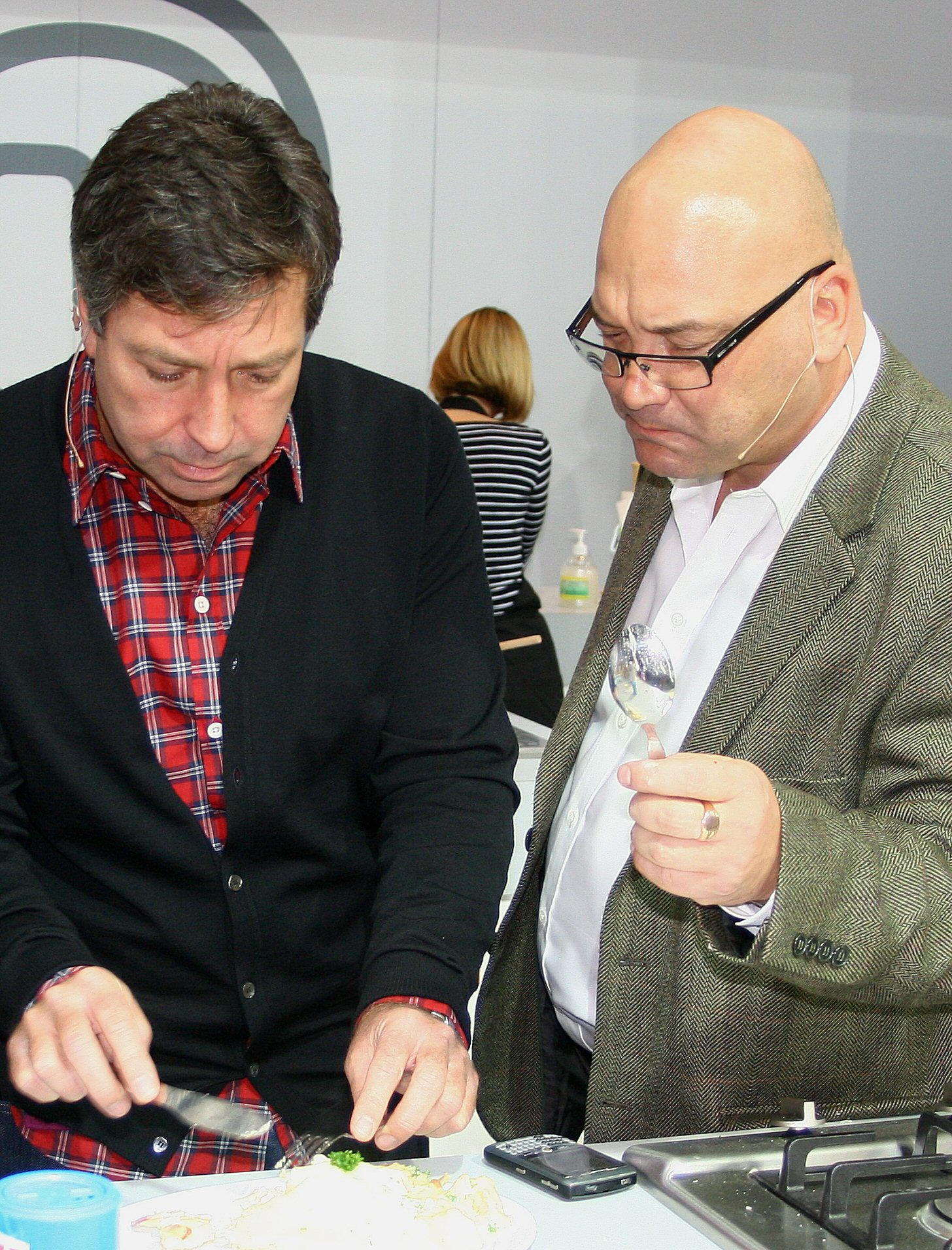
قضات جان تورید و گرگ والاس در MasterChef Live، لندن، ۲۰۰۹

در فرمت جدید، هر سری در پنج شب، به مدت هشت هفته پخش می‌شود، که شامل شش هفته از دوره مقدماتی و یک چهارم نهایی است، همراه با شش مسابقه دهنده که با هم برای دو هفتهٔ نهایی مسابقه می‌دهند تا برنده تعیین شود.
در هر یک از شش هفته، چهار دورهٔ مقدماتی و یک دوره یک چهارم نهایی وجود دارد. شش رقیب وارد هر دورهٔ مقدماتی می‌شوند، همراه با یک فینالیستِ یک چهارم نهایی که از هر کدام از چهار دورهٔ مقدماتی بیرون می‌آیند. این چهار فینالیستِ یک چهارم نهایی، برای جایی در نیمه نهایی با یک‌دیگر رقابت می‌کنند، در نتیجه، در طول شش هفتهٔ اول، شش فینالیست نیمه نهایی مشخص می‌شوند.
در سال ۲۰۱۰، به قضات امکان انعطاف‌پذیری بیشتری داده شد، که به آن‌ها اجازه می‌داد بیشتر از یک نفر را برای یک چهارم نهایی انتخاب کنند، یا، در یک مورد، هیچ‌کس را. در فصل ۷ از سریال MasterChef آزمون‌هایی را که مشابه مسابقات استعدادیابی هستند، نشان داد (شبیه به عامل X) که در آن سرآشپزهای امیدوار در مقابل قضات آشپزی می‌کردند تا در مسابقه جایی برای خود پیدا کنند. بشتر از ۲۰ هزار نفر برای شرکت در این مسابقه ثبت نام کردند.

#### دوره‌های مقدماتی
دوره‌های مقدماتی ار فرمتی سه مرحله‌ای پیروی می‌کنند:
- تست مغازه: شرکت کنندگان باید غذایی را با مواد غذایی‌ای که در مغازه وجود دارد، غذایی اختراع کنند، آن‌ها ۱۵ دقیقه وقت دارند تا غذا را انتخاب کنند و ۱ ساعت و ۱۰ دقیقه که غذا را بپزند. ۳ نفر مسابقه را ترک می‌کنند و باقیِ افراد به مسابقهٔ تأثیرگذاری از ۲۰۱۷ می‌روند.
- کارت تلفن: شرکت کنندگان باید غذایی را از صفر، در ۷۵ دقیقه درست کنند (تا سال ۲۰۰۹، در ۴۰ دقیقه). شرکت کنندگان می‌توانند از میان هر مواد غذایی‌ای که دوست دارند، انتخاب کنند.
- تست اختراع: به شرکت کنندگان دو جعبه داده می‌شود، در یکی مواد غذایی شیرین و دیگری مواد غذایی شور است. آن‌ها باید یک جعبه را انتخاب کنند و با مواد غذاییِ داخلش، غذایی در ۷۵ دقیقه درست کنند.
- آزمون تأثیر گذاری: شرکت کنندگان باید در ۷۵ دقیقه، غذایی دو مرحله‌ای برای برندگان یا فینالیست‌های پیشینِ مسترشف درست کنند. ۱ ساعت برای سروِ غذای اصلی و سپس پانزده دقیقهٔ اضافی برای سروِ دسر.

#### یک چهارم نهایی
یک چهارم نهایی‌ها ساختار متفاوتی، همراه با چالش‌های متفاوت، دارند. تا سال ۲۰۱۰، فرمتش اینگونه بود:
- تست مواد تشکیل دهنده: جایی که از شرکت کنندگان درخواست می‌شود تا تعدادی مواد تشکیل دهنده یا محصول را شناسایی کنند.
- تست شوق: در این تست، هر شرکت کننده یک دقیقه وقت دارد تا قضات را متقاعد کند که به شدت به غذا علاقه دارد.
- در ادامهٔ این دو مرحله، یک شرکت کننده، بدون این‌که آن روز غذایی پخته باشد، از مسابقه حذف می‌شود.
- در نهایت، هر کدام از ۳ فینالیست یک چهارم نهاییِ باقی‌مانده، غذایی سه مرحله‌ای در یک ساعت و بیست دقیقه درست می‌کنند.

در سال ۲۰۱۰، فرمت یک چهارم نهایی به حالت زیر تغییر پیدا کرد:
- تست انتخاب: جایی که به شرکت کنندگان ۱۵ دقیقه وقت داده می‌شود تا غذای انتخابی‌شان را از میان دستور پختِ از پیش انتخاب شدهٔ ماهی یا گوشت، به نظارت قضات، درست کنند. حداقل یکی از شرکت کنندگان پس از این تست حذف می‌شوند.
- در ادامه، فینالیست‌های یک چهارم نهاییِ باقی مانده، غذایی دو مرحله‌ای در یک ساعت درست می‌کنند.

اکنون فرمت یک چهارم نهایی این‌گونه است:
- تست طعم: تورودو غذایی برای شرکت کنندگان درست می‌کند، و آن‌ها باید مواد تشکیل دهندهٔ آن را شناسایی کنند و تلاش کنند تا همان غذا را دوباره با مواد تشکیل دهنده‌ای که به آن‌ها داده می‌شود درست کنند.
- تست انتخاب: سرآشپزها ۸۰ دقیقه وقت دارند تا غذایی استثنایی برای قضات و منتقد غذایی مشهور بپزند.

#### هفته بازگشت
هفتهٔ ششم ''هفتهٔ بازگشت'' نام داشت و شرکت کننده‌های فصل‌های گذشته سریال مسترشف و نتوانستند از مراحل دورهٔ مقدماتی و یک چهارم نهایی بگذرند، در آن حضور داشتند. فرمت مسابقه برای این هفته متفاوت بود:
- آزمون مهارت: جایی که شرکت کنندگان ۲۵ دقیقه فرصت دارند تا یکی از دو دستور پختِ از پیش انتخاب شده‌شان را بپزند. برخی از شرکت‌کنندگان ممکن است بعد از این آزمون حذف شوند.
- آزمون مزه: جایی که تورودو غذایی پیچیده می‌پزد و از تک تکِ شرکت‌کنندگان می‌خواهد که غذا را بخورند و تمامِ مواد تشکیل دهنده‌ای را که می‌توانند، نام ببرند. برخی از شرکت‌کنندگان ممکن است بعد از این آزمون حذف شوند.
- آزمون فشار: جایی که شرکت‌کنندگان باقی‌مانده یک شیفت ناهار در رستورانی شلوغ، زیر نظر یک سرآشپز حرفه‌ای که درمورد عمل‌کرد آن‌ها نظر می‌دهد، کار می‌کنند.
  - سپس شرکت‌کنندگانِ باقی مانده ۶۰ دقیقه فرصت دارند تا غذایی دو مرحله‌ای بپزند. یک شرکت کننده انتخاب می‌شود تا به مرحلهٔ نیمه نهایی برود.
- سپس فینالیست‌های یک چهارم نهاییِ بازگشت باید در کنار یک‌دیگر در نسخهٔ بزرگ‌تری از آزمون اختراع، در یک ساعت یک غذا می‌پزند. سپس یک شرکت‌کننده انتخاب می‌شود که به مرحلهٔ نیمه نهایی برود.

## مسترشف زنده
مسترشف زنده گسترشی از برنامهٔ تلویزیونی است. این برنامه هرساله در نوامبر پخش می‌شود و از سال ۲۰۰۹، به طول سه روز ادامه دارد؛ این برنامه در لندن اولیمپیا میزبانی می‌شود، در یک مکان با برنامهٔ سالیانهٔ واین شو.
قسمت‌های جالب این برنامه شامل نمایش دادن آشپزیِ زندهٔ سرآشپزها در تئاتر سرآشپزها، سرآشپزهای معروف، منتقدها، و مسابقات آشپزی به سبک مسترشف است.
مسترشفِ مشاهیر، نسخه‌ای از مسترشف بزرگ می‌شود است که برای افراد مشهور ساخته شده بود. این سریال از سال‌های ۲۰۰۶ تا ۲۰۱۱ از کانال بی‌بی‌سی ۱ پخش شد. در ابتدا، مجموعِ ۲۴ نفر مشهور در هر فصل شرکت کردند، همراه با سه نفر شرکت‌کننده در هر اپیزود که به دنبال آزمون مسترشف بزرگ می‌شود، می‌آمدند.
در سال ۲۰۱۱، زمان پخش این برنامه به هر روز تغییر کرد، با ۳۰ اپیزود که در طول ۶ هفته، با حضور فقط ۱۶ فرد مشهور، پخش شد. بازپخش‌ها نیز روزهای جمعه ساعت ۲۰:۳۰ (۳۰ دقیقه) و شنبه در زمان‌های مختلف (۶۰ دقیقه) پخش می‌شدند. در سال ۲۰۱۲، به علت بازخورد منفی، به کانال بی‌بی‌سی ۲، با زمان پخش ۱۸:۳۰ بازگشت. در سال ۲۰۱۳، به کانال بی‌بی‌سی ۱ پرایم تایم، با زمان پخش ۲۰:۰۰ بازگشت. از سال ۲۰۱۴، ۲۰ فرد مشهور در این سریال، برای لقب با هم مسابقه داده‌اند.

### شرکت کنندگان
- در سال ۲۰۰۶، مت داوسون، ارابلا ویر، چارلی دیموک، دیوید گرنت ، فرد مک‌اولی، گریم لی ساکس، هاردیپ سینگ کولی، هلن لدرر، ایان مک‌کسکیل، Jilly Goolden، کریستن دیگبی، لیدی ایزابل هاروی، لیندا بارکر، مری هلوین، پال یانگ، ریچارد آرنولد، راجر بلک، روولاند ریورون، سارا کاوود، شیلا فرگوسن، سیمون گرانت ، سو پرکینز، تونی هادلی و تیا ویلککس را شکست داد.
- در سال ۲۰۰۷، نادیا ساوالا، میج یور، کریگ رول هوروود، جرمی ادواردز، کریس بیسن، مارتین هنکاک، سونترا سارکر، جما اتکینسون، شری هیوسن، پائولین کوییرک، رانی پرایس، کریس هالینز، متیو رایت، آنجلا ریپون، سو کوک، لورن اسپایسر، اما فوربز، جف گرین، دارن بنت ، سالی گونل، مارک فاستر، مت جیمز، رابی اریل و فیل توفنل را شکست داد.
- لیز مکلارنون در سال ۲۰۰۸، لیندا رابسون، لوئیس امریک، دبرا استفانسون، کریستوفر پارکر، جو مک گان، استیون پیندر، مارک مورگان، ویکی میشل، شان ویلسون، کلر گروگان، هیول سایمونز، دی جی اسپونی، کلر ریچاردز، دنیس لوئیس، نوئل ویلان، اندی پترز، اندرو کستل، مایکل بورک، کی ادمس، جولیا بردبوری، جوزی داریبی و نینوی بنجامین را شکست داد.
- در سال ۲۰۰۹، جین میامیدمس، کالین ماری، وندی پیترز، سیمون شفرد، جانت الیس، دینا پین، ایوان توماس، راو وایلینگ، پیت واترمن، استیون ک. آموس، جمعه بیسکس، شیرلی رابرتسون، ایان بلستدیل، پل مارتین، تریسی ان اوبرمن، بریان مور، سیرا خان، راسی بویکات، مایکل اویریرا، جوئل راس، صوبه گولتی، دنیس تیلور، سین لویید، یان لئینگ و جو سوییفت را شکست داد.

همچنین، در یک هفتهٔ برگشت نیز جو مک گان، ماری هلوین، لیندا بارکر، کلر ریچاردز، روولاند ریورون، نینویا بنجامین، استیون پیندر، وندی پیترز، هلن لدرر، تونی هادلی، مارتین هنکاک و جف گرین شرکت کردند.
- در سال ۲۰۱۰، لیسا فالکنر، نیل استوک، ریچارد فرلی، نیل آرتانایاک، الکس فلچر، تیس ساندرسون، جنی پول، کینین جکسون، تریسیا پنروه، مارتین روبرتس، کریستین هامیلتون، کریس واکر، دیک اشترببریج، دانیل لویید، مارکوس پاتریک، دین مسی، مارک چپمن، جنی باند، مارک کوچ و کیم مازول را شکست داد.
- در سال ۲۰۱۱، فیل ویکری، کریستی والکر، نیک پیکارد، دارن کمپل، لیندا لوساری، میشل مون، روت گودمن، اگی مکنزی، ریکی گروز، مارجی کلارک، کالین مک‌الیستر، جاستین رایان، شوبو کپور، شارون مغان، تیم لاوجوی، و دنی گافی را شکست داد.[۱۱]
- در سال ۲۰۱۲، اما کندی[۱۲] ،دنی میلز، مایکل آندرووود، زئه سالمون، گرت گیتس، شریل بیکر، لیلی رواس، جورج لایتون، دیارمیدی گاوین، ریچارد مک کورت، ربکا رومرو، جیمی تیکسون، جنی اکلر، جاوین هیلتون، استیو پروری، و آن چارلستون را شکست داد. .[۱۳]
- در سال ۲۰۱۳، آده ادمونسون جان تامسون، هایدی رینج، شین لینچ، میراندا کریستونیکاف، دنیس بلک، فیلپس ایدوا، گفتار دبل، برایان کاپرون، لس دنیس، متی هاگرد، کتی برند، شاپرک خرسندی، جو کلزاغه، جو وود و جانت استریت-پورتر را شکست داد.[۱۴]
- در سال ۲۰۱۴، سوفی تامپسون، کریستوفر بیگین، تاد کارتی، تینا هوبلی، کیکی دی، جی بی گیل، وین اسلیپ، آلیسون هاموند، تانیا بریر، آماندا برتون، جیسون کانری، کن مورلی، میل مکنینس، اما بارتون، راسل گرانت ، الکس فینز، لسلی اش، جودی کید، چارلی بورمن و سوزانا کنستانتین را شکست داد.[۱۵]
- در سال ۲۰۱۵، کیمبرلی وایت کیت چگوین، سارا هاردینگ، یویت فیلدینگ، آرلین فیلیپس، سمیرا احمد، اندی آینولول، سید لایت، آماندا دانوئوئه، کریگ گزی، تام پارکر، پاتریشیا پاتر، چسنی هاوکس، دنی کیارتز، میکا پاریس، سهره مورفی، ناتالی لو، اسکات ماسلن، ریلان کلارک و سام نیکسون را شکست داد.[۱۶]
- در سال ۲۰۱۶، الکسیس کنرن، دانا ایر، نیل بک، امل برابا، مارکس باتلر، تامی کنون، ایمی چایلدز، ریچارد کولز، David Harper، اودلی هریسون، چری هیلی، لیز جانسون، تینا ملون، لوییز مینچین، لیلا مورس، جیمی ازموند، سید اوون، گلب ساوچنکو، سینیتا و سیمون وب را شکست داد.[۱۷]
- در سال ۲۰۱۷، آنجلیکا بل، ربکا آدلینگتون، عبدالله افضل، کیت بتللی، پتی بولای، براون بول، تیگر درو-هانی، لسلی گرت، دیو گریفین، بارنی هاروود، استفن هندری، جیمی هانسلی، اولریکا جونسون، هنری لکونت، دبی مک گای، ریباکا آدلینگتون، عاصمه میر، جیم مویر، نیک مورن، جولیا سامرویل و راشل استیونز را شکست داد.[۱۸]
- در سال ۲۰۱۸، جان اشتریج، میشل آکریلی، چیزی آکودول، کیت آلن، کلارا آمو، مارتین بیل فیلد، جی بلیز، فرانکی پل، جیم کلینز، جاش کوتبرت، کارول دکر، آنیتا هریس، ژان جوهانسون، زوئی لیونز، اسپنسر متیوز، لیزا مکسول، مونتی پانسار، استلا پارتون، جی جی پرچارد و استیف رید را شکست داد.[۱۹]

## مسترشف: حرفه ای‌ها
مسترشف: حرفه ای‌ها، نسخه ای برای سرآشپزهای حرفه ای، در سال ۲۰۰۸ معرفی شد.

## مسترشف کودکان
مسترشف کودکان در ابتدا از سال ۱۹۹۴ تا ۱۹۹۹ برای زیر ۱۶ سالها پخش شد. این برنامه در سال ۲۰۱۰ با محدوده سنی ۹ تا ۱۲ سال بازگشت. فصل دومی از این سریال با فرمتی اصلاح شده، در سال ۲۰۱۲ پخش شد، و فصل سومش نیز در سال ۲۰۱۴ پخش شد.

## جنجال رندانگ سال ۲۰۱۸
مسترشف در سال ۲۰۱۸، درگیر جنجالی شد (فصل ۱۴، اپیزود ۱۳)، وقتی که زالها کدیر اولپین، یک شرکت کنندهٔ مالایی که ناسی لیماک و رندانگ، که غذاهای اصیل آسیای جنوب شرقی هستند، مورد انتقاد قضات مسابقه، گرگ والس و جان تورودو، قرار گرفت، زیرا پوست مرغ ترد نبود. والس هنگام داوری کردن غذا گفت: ''من از طعم رندانگ خوشم می‌آید، طعم شیرین نارگیل می‌دهد؛ ولی پوست مرغ ترد نیست. نمی‌شود آن را خورد و همهٔ سس روی پوست مرغ است و من نمی‌توانم آن را بخورم.'' بسیاری از مفسران که برخی از آن‌ها اهل مالزی و اندونزی بودند، اشاره کردند که رندانگ به شکل خورشت درست می‌شود و ترد نیست. داورها نتوانستند بین ''ترد'' و ''نپخته'' فرق قائل شوند. نجیب رزاک، نخست‌وزیر سابق مالزی، با توئیتی نامحسوس به بحث پیوست و نظر داوران را مردود خواند. نخست‌وزیر مالزی، ماهاتیر محمد، اظهار کرد که داورها رندانگ را با KFC اشتباه گرفته‌اند.
| سال  | برنده           |
| ---- | --------------- |
| ۱۹۹۰ | جوآن باندینگ    |
| ۱۹۹۱ | سو لاورنس       |
| ۱۹۹۲ | ونسا باینس      |
| ۱۹۹۳ | درک جونز        |
| ۱۹۹۴ | جری گلدویور     |
| ۱۹۹۵ | ماریون مافارلین |
| ۱۹۹۶ | نیل حیدر        |
| ۱۹۹۷ | شین برادفورد    |
| ۱۹۹۹ | لویید برگرز     |
| ۲۰۰۰ | مارجوری لنگ     |
| ۲۰۰۱ | رزا بادن-پاول   |

توجه: سری اصلی مسترشف در سال ۱۹۹۸ پخش نشد.

### مسترشف بزرگ می‌شود (سریال بازگشته)
| سال  | برنده         |
| ---- | ------------- |
| ۲۰۰۵ | توماسینا میرز |
| ۲۰۰۶ | پیتر بیلیس    |
| ۲۰۰۷ | استیون والیس  |

#### مسترشف
نام اصلی این سریال از سری ۴، دوباره در سال ۲۰۰۸ بازگشت.
| سال  | برنده             |
| ---- | ----------------- |
| ۲۰۰۸ | جیمز ناتان        |
| ۲۰۰۹ | مات فلاس          |
| ۲۰۱۰ | Dhruv بیکر        |
| ۲۰۱۱ | تیم آندرسون       |
| ۲۰۱۲ | Shelina Permalloo |
| ۲۰۱۳ | ناتالی کلمن       |
| ۲۰۱۴ | پینگ کومبس        |
| ۲۰۱۵ | سایمون وود        |
| ۲۰۱۶ | جین دونشایر       |
| ۲۰۱۷ | سلیحه محمود احمد  |
| ۲۰۱۸ | کنی تاتت          |
| ۲۰۱۹ | ایرینی تسرتزوگلو  |

### مسترشف مشاهیر
| سال  | برنده            |
| ---- | ---------------- |
| ۲۰۰۶ | مت داوونز        |
| ۲۰۰۷ | نادیا ساوالاها   |
| ۲۰۰۸ | لیز مکلارنون     |
| ۲۰۰۹ | Jayne Middlemiss |
| ۲۰۱۰ | لیزا فاکنر       |
| ۲۰۱۱ | فیل Vickery      |
| ۲۰۱۲ | اما کندی         |
| ۲۰۱۳ | اد ادموندسون     |
| ۲۰۱۴ | سوفی تامپسون     |
| ۲۰۱۵ | کیمبرلی وایت     |
| ۲۰۱۶ | الکسیس کنرن      |
| ۲۰۱۷ | آنجلیکا بل       |
| ۲۰۱۸ | جان پاربریج      |

### قسمت‌های مخصوص خیریه
| سال  | نمایش                         | برنده               |
| ---- | ----------------------------- | ------------------- |
| ۲۰۰۸ | کودکان نیازمند مدرسه استثنایی | اسکندر (بیلی) وایات |
| ۲۰۱۰ | کمک‌های ورزشی MasterChef است   | آلن هانسن           |
| ۲۰۱۱ | کمیک امداد MasterChef است     | میراندا هارت        |
| ۲۰۱۳ | کمیک امداد MasterChef است     | جک وایتهل           |

### سایر شرکت‌کنندگان قابل توجه
- ۱۹۹۳: راس بارور
- ۲۰۰۸: امیلی لودولف
- ۲۰۱۹: جیلی مک کورد

## راهنمای انتقال

### سریال اصلی
| سلسله | تاریخ شروع    | تاریخ پایان     | قسمت‌ها | میزبان     |
| ----- | ------------- | --------------- | ------ | ---------- |
| ۱     | ۲ ژوئیه ۱۹۹۰  | ۲۴ سپتامبر ۱۹۹۰ | ۱۳     | لود گروسمن |
| ۲     | ۲۱ آوریل ۱۹۹۱ | ۱۴ ژوئیه ۱۹۹۱   | ۱۳     | لود گروسمن |
| ۳     | ۲۶ آوریل ۱۹۹۲ | ۱۹ ژوئیه ۱۹۹۲   | ۱۳     | لود گروسمن |
| ۴     | ۱۱ آوریل ۱۹۹۳ | ۴ ژوئیه ۱۹۹۳    | ۱۳     | لود گروسمن |
| ۵     | ۱۰ آوریل ۱۹۹۴ | ۳ ژوئیه ۱۹۹۴    | ۱۳     | لود گروسمن |
| ۶     | ۱۶ آوریل ۱۹۹۵ | ۹ ژوئیه ۱۹۹۵    | ۱۳     | لود گروسمن |
| ۷     | ۷ آوریل ۱۹۹۶  | ۳۰ ژوئن ۱۹۹۶    | ۱۳     | لود گروسمن |
| ۸     | ۲۷ آوریل ۱۹۹۷ | ۳ اوت ۱۹۹۷      | ۱۳     | لود گروسمن |
| ۹     | ۳ ژانویه ۱۹۹۹ | ۲۸ مارس ۱۹۹۹    | ۱۳     | لود گروسمن |
| ۱۰    | ۱۲ مارس ۲۰۰۰  | ۴ ژوئن ۲۰۰۰     | ۱۳     | لود گروسمن |
| ۱۱    | ۳ آوریل ۲۰۰۱  | ۳ ژوئیه ۲۰۰۱    | ۱۳     | گری رودز   |

#### ویژه برنامه‌ها
- مبارک 10th Birthday MasterChef: TX ۱۸ ژوئن ۲۰۰۰
- داستانهای آشپزخانه MasterChef: Series 1، 10 editions from July ۲، 2000 to September ۳، ۲۰۰۰
- ستاره ویژه: TX 27 اوت ۲۰۰۰

### فصل‌های بازگشته

#### مسترشف بزرگ می‌شود
| سلسله | تاریخ شروع     | تاریخ پایان  | قسمت‌ها |
| ----- | -------------- | ------------ | ------ |
| ۱     | ۲۱ فوریه ۲۰۰۵  | ۱ آوریل ۲۰۰۵ | ۲۹     |
| ۲     | ۲۳ ژانویه ۲۰۰۶ | ۱۷ مارس ۲۰۰۶ | ۴۰     |
| ۳     | ۲۲ ژانویه ۲۰۰۷ | ۱۵ مارس ۲۰۰۷ | ۴۰     |

#### مسترشف
نام اصلی این سریال از فصل ۴، در سال ۲۰۰۸ بازگشت.
| سلسله | تاریخ شروع     | تاریخ پایان   | قسمت‌ها |
| ----- | -------------- | ------------- | ------ |
| ۴     | ۷ ژانویه ۲۰۰۸  | ۲۸ فوریه ۲۰۰۸ | ۳۲     |
| ۵     | ۵ ژانویه ۲۰۰۹  | ۲۶ فوریه ۲۰۰۹ | ۳۲     |
| ۶     | ۱۸ فوریه ۲۰۱۰  | ۷ آوریل ۲۰۱۰  | ۲۳     |
| ۷     | ۱۶ فوریه ۲۰۱۱  | ۲۷ آوریل ۲۰۱۱ | ۱۵     |
| ۸     | ۱۷ ژانویه ۲۰۱۲ | ۱۵ مارس ۲۰۱۲  | ۱۵     |
| ۹     | ۱۲ مارس ۲۰۱۳   | ۲ مه ۲۰۱۳     | ۲۳     |
| ۱۰    | ۲۶ مارس ۲۰۱۴   | ۱۶ می ۲۰۱۴    | ۲۴     |
| ۱۱    | ۱۰ مارس ۲۰۱۵   | ۲۴ آوریل ۲۰۱۵ | ۲۴     |
| ۱۲    | ۲۳ مارس ۲۰۱۶   | ۶ می ۲۰۱۶     | ۲۵     |
| ۱۳    | ۲۹ مارس ۲۰۱۷   | ۱۲ مه ۲۰۱۷    | ۲۵     |
| ۱۴    | ۲۶ فوریه ۲۰۱۸  | ۱۳ آوریل ۲۰۱۸ | ۲۵     |
| ۱۵    | ۱۱ فوریه ۲۰۱۹  | ۲۹ مارس ۲۰۱۹  | ۲۴     |

ویژه برنامه‌ها
- برنده‌ها بعداً چه کردند-ویژه برنامهٔ برنده‌ها از فصل ۱ و ۲ ی سریال مسترشف بزرگ می‌شود؛ در ۲۲ ژانویه سال ۲۰۰۷ پخش شد.

| سلسله | تاریخ شروع      | تاریخ پایان     | قسمت‌ها                         |
| ----- | --------------- | --------------- | ------------------------------ |
| ۱     | ۱۱ سپتامبر ۲۰۰۶ | ۲۹ سپتامبر ۲۰۰۶ | ۱۵                             |
| ۲     | ۲۸ مه ۲۰۰۷      | ۱۵ ژوئن ۲۰۰۷    | ۱۵                             |
| ۳     | ۲ ژوئیه ۲۰۰۸    | ۲۵ ژوئیه ۲۰۰۸   | ۱۲                             |
| ۴     | ۱۰ ژوئن ۲۰۰۹    | ۱۰ ژوئیه ۲۰۰۹   | ۱۵                             |
| ۵     | ۲۱ ژوئیه ۲۰۱۰   | ۲۰ اوت ۲۰۱۰     | ۱۵                             |
| ۶     | ۱۲ سپتامبر ۲۰۱۱ | ۲۲ اکتبر ۲۰۱۱   | 30 (روزانه) {{سخ}} 13 (برجسته) |
| ۷     | ۱۳ اوت ۲۰۱۲     | ۲۱ سپتامبر ۲۰۱۲ | ۳۰                             |
| ۸     | ۳۱ ژوئیه ۲۰۱۳   | ۶ سپتامبر ۲۰۱۳  | ۱۸                             |
| ۹     | ۱۰ ژوئن ۲۰۱۴    | ۱۸ ژوئیه ۲۰۱۴   | ۱۸                             |
| ۱۰    | ۱۸ ژوئن ۲۰۱۵    | ۲۴ ژوئیه ۲۰۱۵   | ۱۲                             |
| ۱۱    | ۲۲ ژوئن ۲۰۱۶    | ۲۹ ژوئیه ۲۰۱۶   | ۱۲                             |
| ۱۲    | ۱۶ اوت ۲۰۱۷     | ۲۲ سپتامبر ۲۰۱۷ | ۱۲                             |
| ۱۳    | ۲۳ اوت ۲۰۱۸     | ۲۸ سپتامبر ۲۰۱۸ | ۱۲                             |

## کتاب‌ها
- Masterchef: 1990. London: Ebury Press. 13 December 1990. ISBN 978-0-563-36107-7.  Masterchef: 1990. London: Ebury Press. 13 December 1990. ISBN 978-0-563-36107-7.  Masterchef: 1990. London: Ebury Press. 13 December 1990. ISBN 978-0-563-36107-7.
- Masterchef: 1991. London: Ebury Press. 15 July 1991. ISBN 978-0-09-175215-6.  Masterchef: 1991. London: Ebury Press. 15 July 1991. ISBN 978-0-09-175215-6.  Masterchef: 1991. London: Ebury Press. 15 July 1991. ISBN 978-0-09-175215-6.
- Masterchef: 1992. London: Vermilion. 20 July 1992. ISBN 978-0-09-177376-2.  Masterchef: 1992. London: Vermilion. 20 July 1992. ISBN 978-0-09-177376-2.  Masterchef: 1992. London: Vermilion. 20 July 1992. ISBN 978-0-09-177376-2.
- Masterchef: 1993. London: Vermilion. 12 July 1993. ISBN 978-0-09-177765-4.  Masterchef: 1993. London: Vermilion. 12 July 1993. ISBN 978-0-09-177765-4.  Masterchef: 1993. London: Vermilion. 12 July 1993. ISBN 978-0-09-177765-4.
- The Best of Masterchef Since 1990. London: Ebury Press. 21 October 1993. ISBN 978-0-09-177783-8.  The Best of Masterchef Since 1990. London: Ebury Press. 21 October 1993. ISBN 978-0-09-177783-8.  The Best of Masterchef Since 1990. London: Ebury Press. 21 October 1993. ISBN 978-0-09-177783-8.
- -9780091786861 Masterchef: 1994. London: Vermilion. 4 July 1994. ISBN 978-0-09-178686-1. {{cite book}}: Check |url= value (help)  Masterchef: 1994. London: Vermilion. 4 July 1994. ISBN 978-0-09-178686-1.  Masterchef: 1994. London: Vermilion. 4 July 1994. ISBN 978-0-09-178686-1.
- -9780091786861 Junior Masterchef 1994. London: Vermilion. 14 November 1994. ISBN 978-0-09-178691-5. {{cite book}}: Check |url= value (help)  -9780091786861 Junior Masterchef 1994. London: Vermilion. 14 November 1994. ISBN 978-0-09-178691-5. {{cite book}}: Check |url= value (help)  -9780091786861 Junior Masterchef 1994. London: Vermilion. 14 November 1994. ISBN 978-0-09-178691-5. {{cite book}}: Check |url= value (help)
- Masterchef: 1995. London: Vermilion. 10 July 1995. ISBN 978-0-09-180683-5.  Masterchef: 1995. London: Vermilion. 10 July 1995. ISBN 978-0-09-180683-5.  Masterchef: 1995. London: Vermilion. 10 July 1995. ISBN 978-0-09-180683-5.
- Junior Masterchef 1995. London: Vermilion. 23 October 1995. ISBN 978-0-09-180668-2.  Junior Masterchef 1995. London: Vermilion. 23 October 1995. ISBN 978-0-09-180668-2.  Junior Masterchef 1995. London: Vermilion. 23 October 1995. ISBN 978-0-09-180668-2.
- Masterchef: 1996. London: Ebury Press. 25 April 1996. ISBN 978-0-09-181462-5.  Masterchef: 1996. London: Ebury Press. 25 April 1996. ISBN 978-0-09-181462-5.  Masterchef: 1996. London: Ebury Press. 25 April 1996. ISBN 978-0-09-181462-5.
- The Best of Masterchef. London: Ebury Press. 2 January 1997. ISBN 978-0-09-185306-8.  The Best of Masterchef. London: Ebury Press. 2 January 1997. ISBN 978-0-09-185306-8.  The Best of Masterchef. London: Ebury Press. 2 January 1997. ISBN 978-0-09-185306-8.
- Masterchef: 1997. London: Ebury Press. 3 April 1997. ISBN 978-0-09-185305-1.  Masterchef: 1997. London: Ebury Press. 3 April 1997. ISBN 978-0-09-185305-1.  Masterchef: 1997. London: Ebury Press. 3 April 1997. ISBN 978-0-09-185305-1.
- Junior Masterchef 1998. London: Ebury Press. 5 March 1998. ISBN 978-0-09-185322-8.  Junior Masterchef 1998. London: Ebury Press. 5 March 1998. ISBN 978-0-09-185322-8.  Junior Masterchef 1998. London: Ebury Press. 5 March 1998. ISBN 978-0-09-185322-8.
- Masterchef: Best of British Cooking. London: Ebury Press. 7 January 1999. ISBN 978-0-09-186844-4.  Masterchef: Best of British Cooking. London: Ebury Press. 7 January 1999. ISBN 978-0-09-186844-4.  Masterchef: Best of British Cooking. London: Ebury Press. 7 January 1999. ISBN 978-0-09-186844-4.